# 伊格納西奧·費雷拉斯
伊格納西奧·費雷拉斯（西班牙語：Ignacio Ferreras，1960年—）是西班牙蘇馬拉加出身的男性動畫師、動畫導演。

## 經歷
伊格納西奧曾於夢工廠的2000年動畫作品《約瑟傳說：夢境之王》中擔任動畫師一職，隨後則執導過電視短篇動畫《How to Cope with Death》、以及在《東京奧林匹克2008》中執導部份章節內容。
2010年伊格納西奧發表改編自西班牙漫畫家帕科·羅卡、關於描述老年人心境世界的作品《歡樂皺紋》之同名動畫，該片後續為伊格納西奧贏得第26屆哥雅獎以及2012年匈牙利凱奇凱梅特國際動畫影展的最佳動畫榮譽。

## 參與作品
- 淘氣小兵兵第一季（1998年）：分鏡圖
- 約瑟傳說：夢境之王（2000年）：動畫師
- How to Cope with Death（2002年）：執導、劇本、動畫師
- 高盧英雄大戰維京海盜（2006年）：分鏡圖
- 東京奧林匹克2008（2008年）：執導導演之一
- 歡樂皺紋（2010年）：執導、劇本
- 魔術師（2010年）：動畫師

## 外部連結
- 伊格納西奧·費雷拉斯在互联网电影资料库（IMDb）上的資料（英文）